# Ежовик

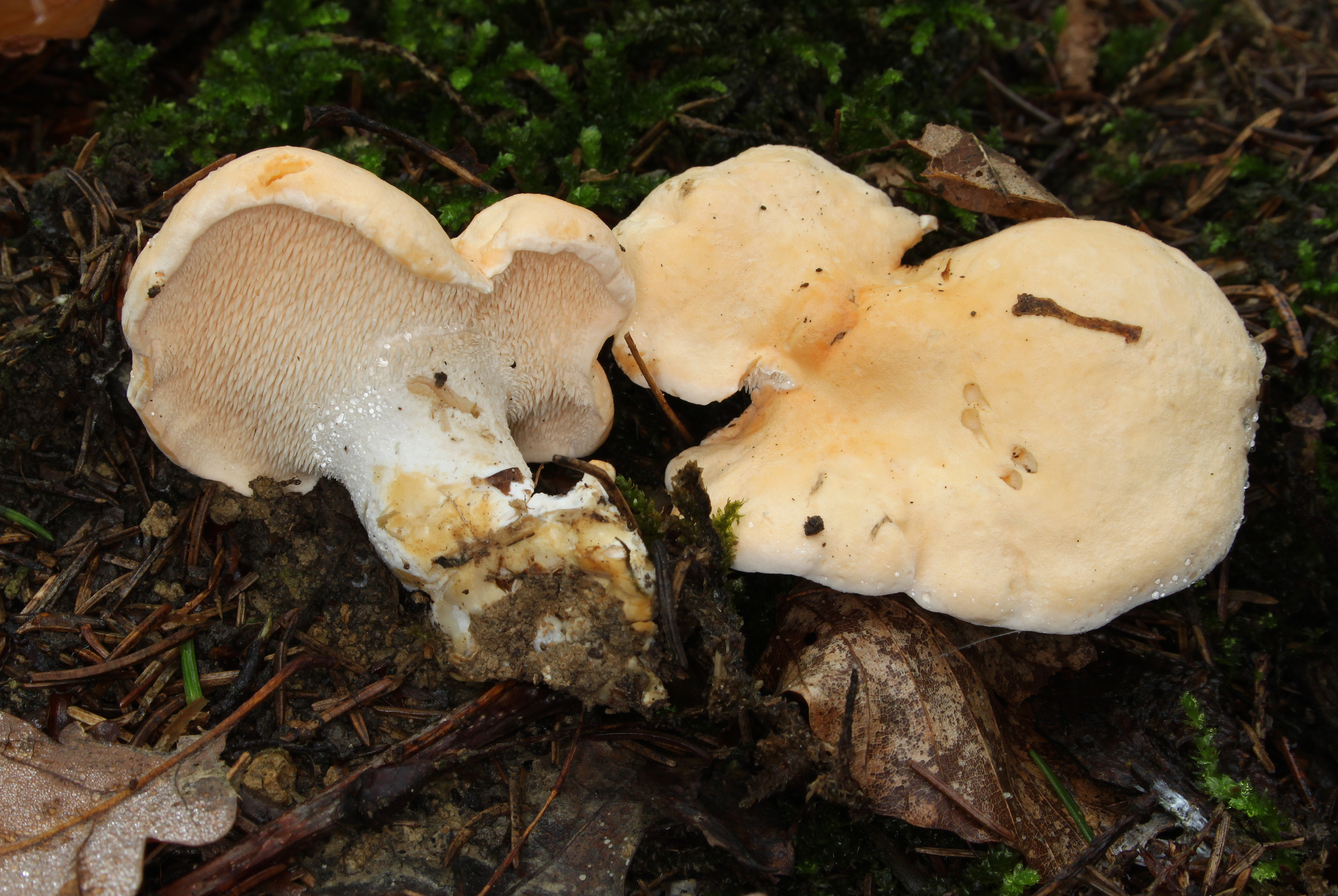
Ежовик жёлтый

Ежо́вик, или ежеви́к, — общепринятое название некоторых грибов, относящихся в настоящее время к разным родам и семействам. Все эти грибы отличаются наличием шиповатого гименофора и первоначально относились к роду Гиднум (Hydnum), который был впоследствии разделён на разные таксоны.
- Семейство Ежовиковые (Hydnaceae)
  - Hydnum repandum — Ежовик жёлтый, или Ежовик выемчатый, или Гиднум выемчатый
  - Hydnum rufescens — Ежовик рыжеющий, или Гиднум рыжеющий
- Семейство Банкеровые (Bankeraceae)
  - Phellodon niger — Ежовик чёрный, или Феллодон чёрный
  - Phellodon tomentosus — Ежовик войлочный, или Феллодон войлочный
  - Sarcodon scabrosus — Ежовик шероховатый, или Саркодон шероховатый
  - Sarcodon imbricatus — Ежовик пёстрый, или Саркодон пёстрый, или Саркодон черепитчатый
- Семейство Герициевые (Hericiaceae)
  - Hericium coralloides — Ежовик коралловидный, или Герициум коралловидный
  - Hericium erinaceus — Ежовик гребенчатый, или Герициум гребенчатый
  - Creolophus cirrhatus — Ежовик усиковый, или Креолофус усиковый
- Семейство Hyaloriaceae
  - Pseudohydnum gelatinosum — Ежовик студенистый, или Ложноежовик студенистый

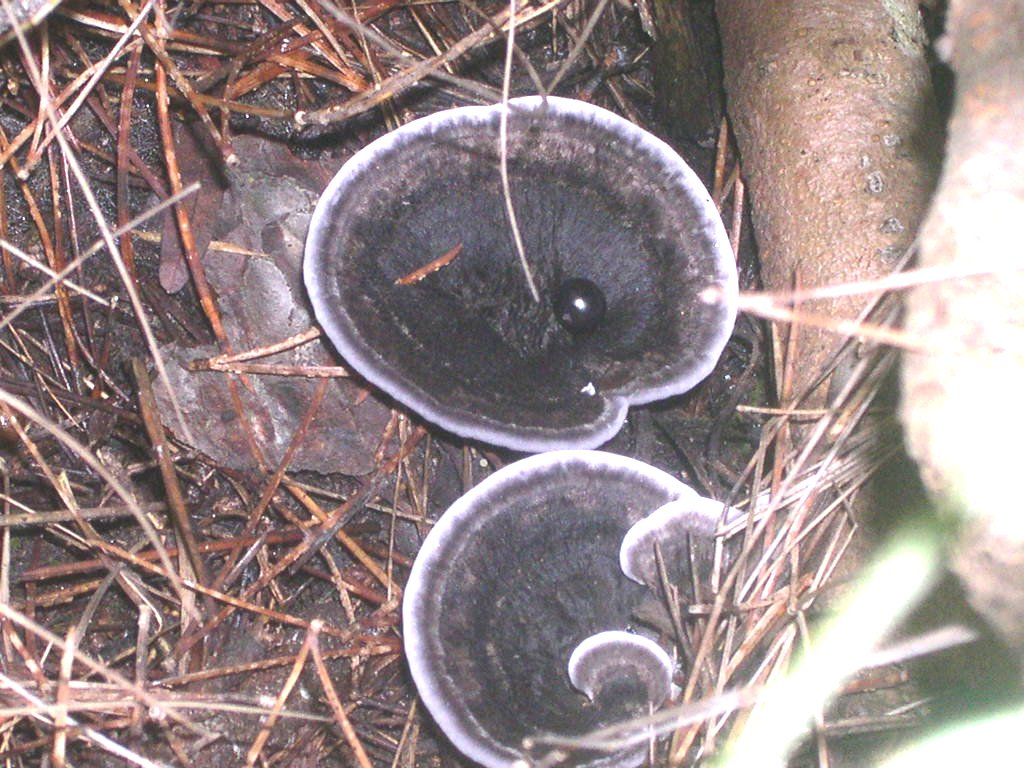
Ежовик чёрный
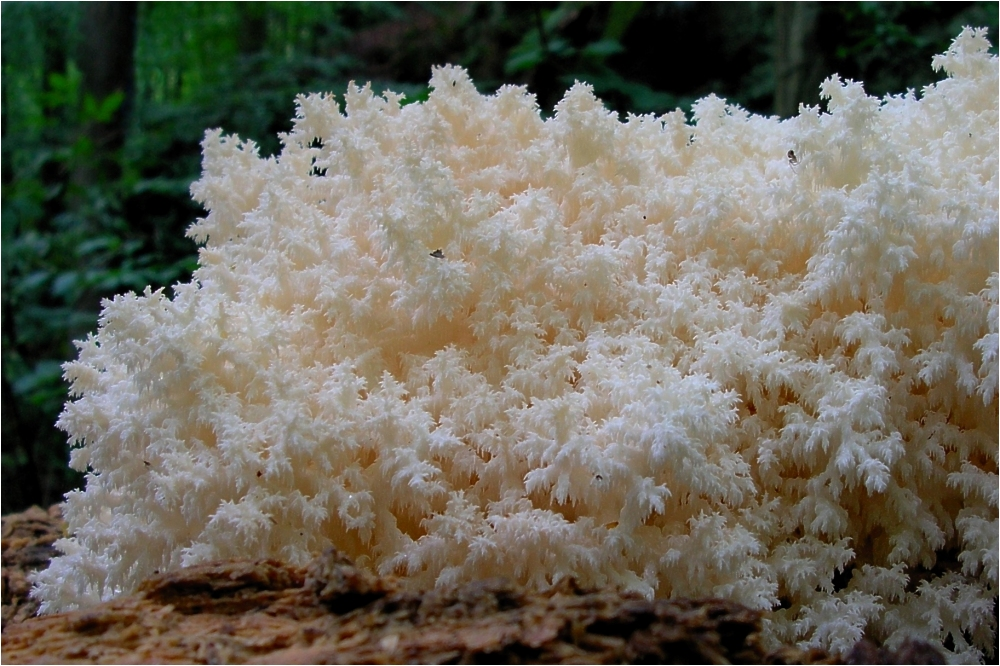
Ежовик коралловидный
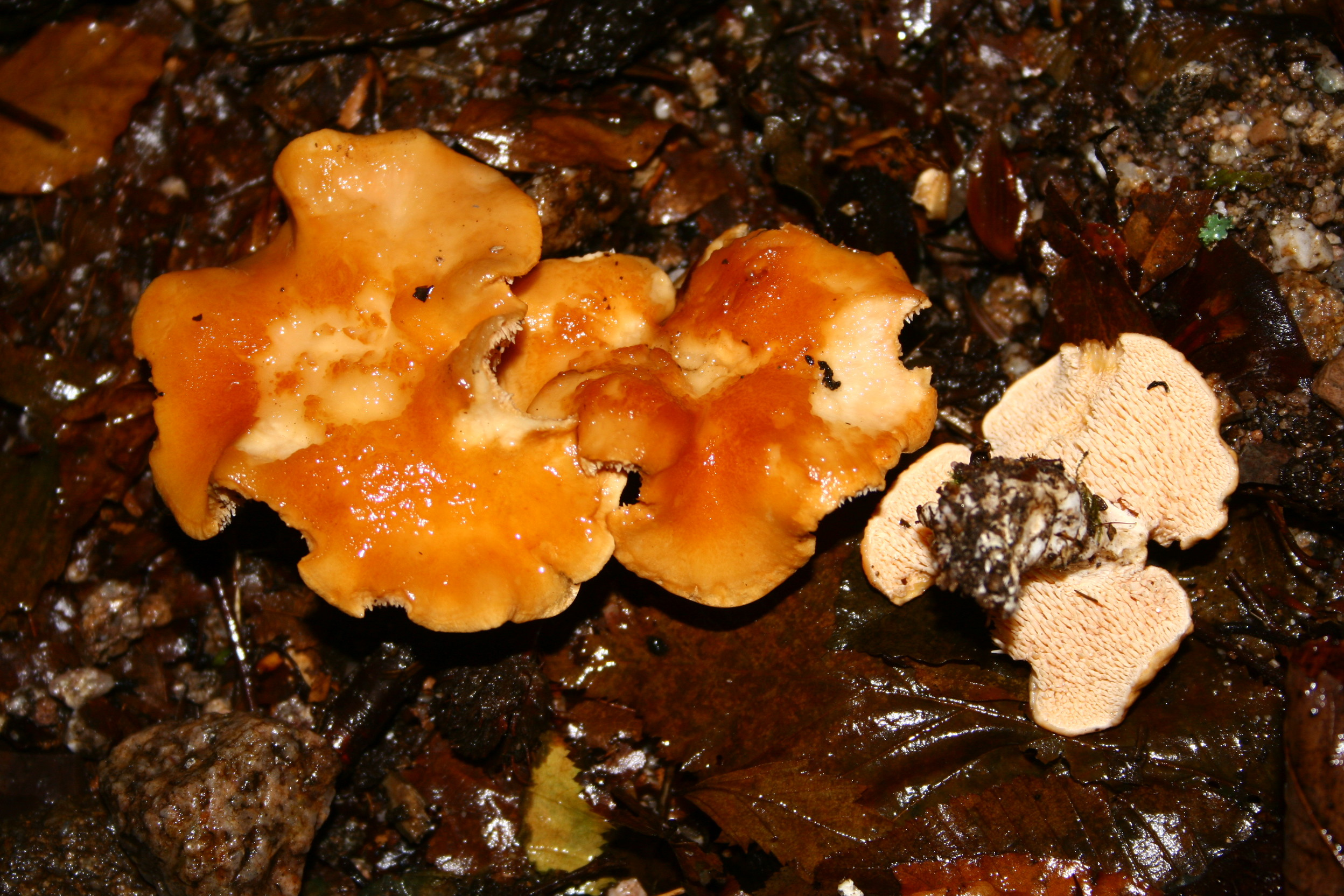
Ежовик рыжеющий
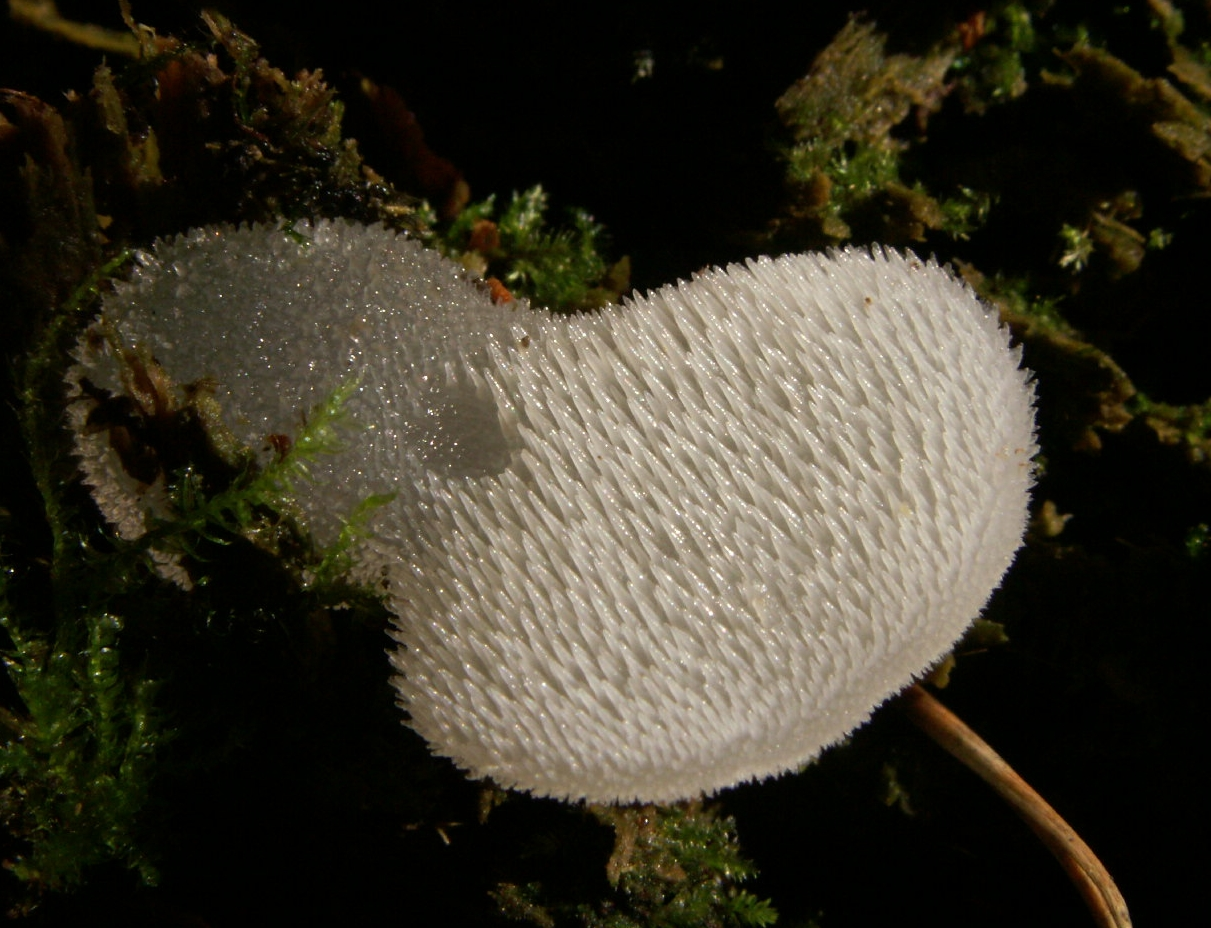
Ежовик студенистый